# 蓬喬內皮安卡夏山
46°17′56.7″N 8°43′58″E / 46.299083°N 8.73278°E
蓬喬內皮安卡夏山（Poncione Piancascia），是瑞士的山峰，位於該國南部，由提契諾州負責管轄，屬於勒蓬廷山的一部分，海拔高度2,360米，每年平均降雨量2,204毫米。